# 칠성여래
칠성여래(七星如來) 또는 치성광여래(熾盛光如來)는 불교의 여래 중 하나이다. 그는 일광보살과 월광보살을 좌우에 두고, 북두칠성인 칠성군과 그 보처 28숙 및 성군들을 거느리고 있다고 한다. 중국 도교의 영향을 받았다고 하며, 민간신앙과 불교가 혼합된 복잡한 형태를 띤다.
인도의 구요신앙이 중국으로 전래되었고, 도교의 북극성 신앙에 섞여 들어서 8세기 후반 ~ 9세기 초에 치성광여래(熾盛光如來) 신앙이 탄생하였다.
<석문의범> 칠성청(七星請)에는 치성광여래와 북두칠성을 각각의 존재로 보지만, 사실 '치성광'이라는 뜻은 '밝기가 유별란 빛'이라는 뜻으로 북두칠성 중에 북극성을 가리킨다. 도교에서는 별을 신앙의 대상으로 삼는데, 이것이 불교로 편입되면서 여러 대상이 융합된 것으로 보인다.
도교에서는 북극성을 자미대제(紫微大帝)라고 부르며, 모든 복덕을 관장하는 존재로 본다. 그 아래 일월신을 두고 7개의 별에 각기 이름과 권능을 부여했다. 불교 사찰에서 칠성여래를 봉안한 칠성각을 보면, 보통 탱화로 그리는데 치성광여래와 일광월광여래를 삼존불로, 7개 별은 칠여래로 의인화하여 함께 그린다.  즉, 북두칠성 7개의 별에 각각 있는 7명의 부처라고 본다.
칠성여래는 비를 내려 풍년이 들게 해주고, 수명과 재물을 관장한다고 한다. 현세에서 복을 얻기 위해 기도를 하는 대상이다.

## 같이 보기
- 칠성신
- 칠성각